# Eucampesmella schubarti
Eucampesmella schubarti är en mångfotingart som beskrevs av Kraus 1957. Eucampesmella schubarti ingår i släktet Eucampesmella och familjen Chelodesmidae. Inga underarter finns listade i Catalogue of Life.